# توب غير (موسم 11)
توب غير 11 (بالإنجليزية: Top Gear)‏ هو السلسلة الحادية عشرة للبرنامج التلفزيوني البريطاني الذي يهتم بالمركبات، توب جير، تم إنتاجه في المملكة المتحدة. بدأ عرضه في سنة 2008. عرض على بي بي سي تو. بلغ عدد حلقاته 6 حلقات، تم بث البرنامج لأول مرة بتاريخ 22 يونيو 2008 بينما تم بث آخر حلقة منه بتاريخ 27 يوليو 2008. مقدمو البرنامج جيرمي كلاركسون، ريتشارد هاموند وجيمس ماي.